# Il Corriere di Trieste
Il Corriere di Trieste era un quotidiano pubblicato a Trieste nel periodo che va dal 9 giugno 1945 al 15 novembre 1960. 
Il suo primo direttore fu Alberto Paulin. Uno dei soci fondatori, fu lo scrittore e poeta Carolus Cergoly e uno dei suoi principali collaboratori fu lo storico Fabio Cusin. Era di orientamento indipendentista, sosteneva cioè la costituzione del Territorio Libero di Trieste sebbene fosse accusato dagli italiani di essere sovvenzionato dalla Jugoslavia.
Ospitò firme importanti come quelle di Fabio Cusin, Claudio Stellari, Giulio Viozzi, Renato Ferrari, Oreste del Buono, Nora Fuzzi Gnoli, Umberto Urbani, Dario De Tuoni, Maria Lupieri. Oltre a proporre articoli riguardanti la letteratura, le arti figurative, la storia, il teatro e la moda, il Corriere ospitò testi di C. F. Ramuz, I. Cankar, F. Bevk, S. Zweig, G. B. Shaw, V. Nazor, poesie di V. Giotti, T. S. Eliot, D. Campana.